# Yang coréen
Le yang (량/兩)  a été la monnaie de la Corée de 1892 à 1902 à la fin de la période Joseon et au début de l'Empire coréen (Daehan Jéguk). Il était subdivisé  en 10 jeons (전/錢) et 100 buns  (분/分). 5 yangs équivalaient à 1 hwan (환/圜) . Son prédécesseur était le mun et il a été remplacé par le won.
Par rapport au système chinois, le mot yang correspond au liǎng, le bun au fen et le hwan au yuan.

## Pièces et billets
Les pièces fabriquées portaient les valeurs faciales suivantes : 1 fun (faite en laiton), 5 funs (en cuivre), 1/4 de yang (d'abord en cupronickel puis en cuivre sur argent), 1 yang (argent 800 ‰ ), 5 yangs (argent 900 ‰) et 1 hwan (argent 900 ‰). 
Le nom du pays était inscrit sur les pièces en caractères chinois, au début le « Grand Joseon » (大朝鮮) puis simplement « Joseon » (朝鮮) et enfin « Daehan » (大韓). L'année était aussi indiquée en utilisant tout d'abord un calendrier commençant par l'année de la fondation de la dynastie Joseon (1392). Ce système est modifié en 1897 et l'année de règne du roi est indiquée à la place. 
Une série de billets a été imprimée par le département du trésor mais n'a jamais été mise en circulation. Leur valeur faciale était de 5, 10, 20 et 50 yangs.